# Тепих ливада
Тепих ливада је локалитет, део природног резервата „Црвени поток“ који се налази на око 500 м од Митровца на Тари. Назив је добио по томе што се угиба под ногама посетиоца као мек тепих. Настало је задржавањем површинске воде услед водонепропусног земљишта на коме се налази.
Због недостатка кисеоника, киселе подлоге, вишка воде и ниске температуре онемогућено је распадање и истовремено гомилање биљних остатака. Клима у овом станишту је влажна и хладна успевају маховине које одумирањем стварају наслаге белог тресета.
Ово тресетиште се формира од Леденог доба, старо је више хиљада година и расте темпом од 1 мм годишње. Приликом истраживања, констатована је највећа дубина слоја од око 4 м.
Данас је ходање по тресетишту забрањено, због великог броја туриста који ту долазе.

### Галерија
- Пано о Тепих ливади
- Настанак Тепих ливаде
- Гљиве Тепих ливаде
- Путоказ ка Тепих ливади